# (27775) Lilialmanzor
(27775) Lilialmanzor est un astéroïde de la ceinture principale.

## Description
(27775) Lilialmanzor est un astéroïde de la ceinture principale. Il fut découvert le 2 février 1992 à La Silla par Eric Walter Elst. Il présente une orbite caractérisée par un demi-grand axe de 2,35 UA, une excentricité de 0,06 et une inclinaison de 6,5° par rapport à l'écliptique.

## Compléments